# Jezerní básníci
Jezerní básníci (někdy též Jezerní škola) je společné pojmenování pro nejvýznamnější představitele první generace anglických romantiků z přelomu 18. a 19. století, kteří delší dobu žili a zčásti i společně tvořili v tzv. Jezerním okrsku (Lake District) na severozápadě Anglie v Cumberlandu a Westmorelandu. Přestože byli vespolek spřáteleni, šlo o tak odlišné individuality, že název škola se pro ně příliš nehodí. Byli to:
- William Wordsworth (1770–1850),
- Samuel Taylor Coleridge (1772–1834),
- Robert Southey (1774–1843).

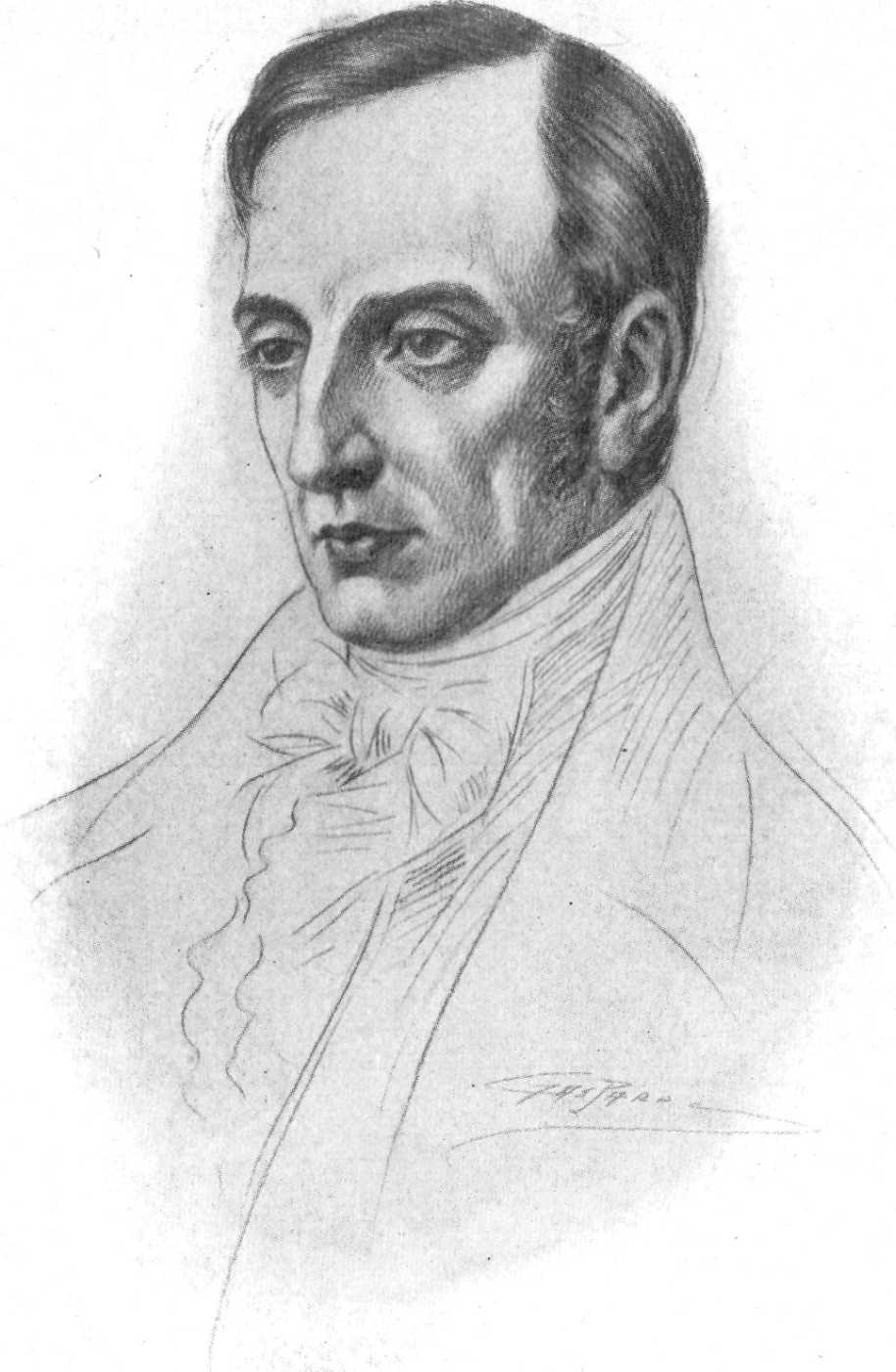
William Wordsworth
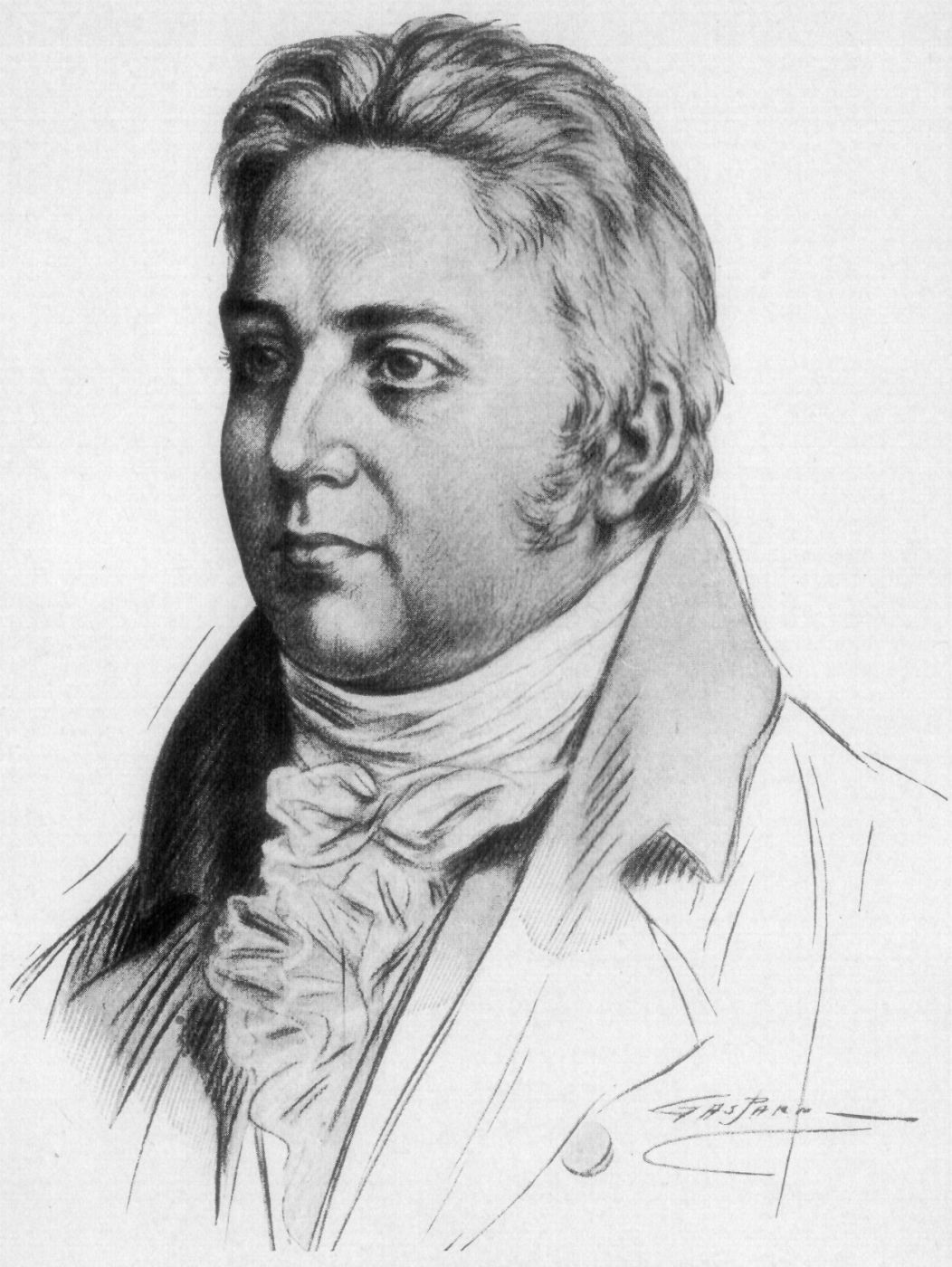
Samuel Taylor Coleridge
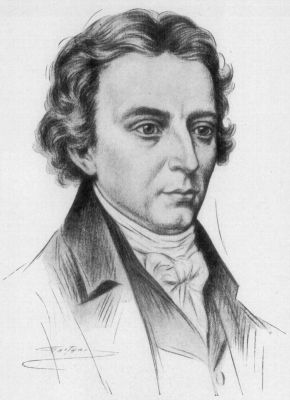
Robert Southey

Vedle nich dočasně u týchž jezer působili Thomas de Quincey (1785–1859) a skotský básník John Wilson (1785–1854).